# Ер (Массачусетс)
Ер (англ. Ayer) — місто (англ. town) в США, в окрузі Міддлсекс штату Массачусетс. Населення — 8479 осіб (2020).

## Демографія
Згідно з переписом 2010 року, у місті мешкало 7427 осіб у 3118 домогосподарствах у складі 1831 родини. Було 3462 помешкання
Расовий склад населення:
| - 84,3 % — білих - 5,9 % — чорних або афроамериканців - 3,6 % — азіатів - 0,3 % — корінних американців - 0,2 % — вихідців з тихоокеанських островів - 2,3 % — осіб інших рас |

До двох чи більше рас належало 3,4 %. Частка іспаномовних становила 5,7 % від усіх жителів.
За віковим діапазоном населення розподілялося таким чином: 22,6 % — особи молодші 18 років, 66,0 % — особи у віці 18—64 років, 11,4 % — особи у віці 65 років та старші. Медіана віку мешканця становила 38,2 року. На 100 осіб жіночої статі у місті припадало 101,2 чоловіків;  на 100 жінок у віці від 18 років та старших — 97,9 чоловіків також старших 18 років.
Середній дохід на одне домашнє господарство  становив 94 534 долари США (медіана — 78 762), а середній дохід на одну сім'ю — 116 204 долари (медіана — 110 460). Медіана доходів становила 67 825 доларів для чоловіків та 62 117 доларів для жінок. За межею бідності перебувало 13,4 % осіб, у тому числі 23,2 % дітей у віці до 18 років та 17,8 % осіб у віці 65 років та старших.
Цивільне працевлаштоване населення становило 4570 осіб. Основні галузі зайнятості: освіта, охорона здоров'я та соціальна допомога — 29,4 %, виробництво — 19,6 %, роздрібна торгівля — 9,5 %, науковці, спеціалісти, менеджери — 9,4 %.